# Доречні
«Доречні» (англ. The Belonging Kind) — науково-фантастичне оповідання авторів Вільяма Гібсона та Джона Ширлі. Вперше опубліковане в антології жахів «Тіні 4» під редакцією Чарльза Л. Гранта в 1981 році, пізніше було включено разом з кількома іншими оповіданнями до збірки Гібсона «Спалити хром». 

## Сюжет
Коретті — тридцятирічний чоловік, працює у муніципальному коледжі, де викладає лінгвістику та теорію соціальної взаємодії. Коретті багато часу проводить у коктейль-барі «Чорний хід», де врешті зустрічає жінку Антуанетту, яка ідеально там йому підходить.
Коретті починає слідкувати за нею в різноманітні інші бари та клуби, спостерігаючи, як вона постійно п’є та розмовляє зі своїм супутником, її зовнішність та одяг змінюються таким чином, що пасують їй у будь-якому місці, куди б вона не пішла. Коретті втрачає продуктивність на роботі, його звільняють із коледжа, він втрачає апетит, віддаючи весь свій час стеженню. 
Коретті помічає чоловіка, який ховає гроші з якоїсь кишені, і розуміє, що він відкрив новий вид істоти, яка пристосувалася до сучасного суспільства краще, ніж будь-який тарган, що живиться алкоголем із ста барів. Врешті Коретті усвідомлює, що і він належить до цього виду істот.